# Discipline (группа)
Discipline — голландская музыкальная группа из города Эйндховен, играющая в жанре хардкор-панк и oi. Сама группа заявляет, что играет в жанре «Street Rock’n’Roll».

## История
Группа образовалась в 1990 году, но тогда она была в другом составе и с другим именем. Через 5 лет, после записи демо, группа подписала контракт с лейблом Lost&Found Records из Германии. Первый релиз «Stompin Crew EP» был выпущен летом 1995 года и состоял из 5 треков. За ним последовал первый альбом «Guilty as Charged», который вышел в 1996 году. Реакция на этот взрывной streetcore-альбом была в основном положительной. Группа дала много концертов, в том числе европейский тур с The Business. В начале 1998 был выпущен альбом «Bulldog Style», также на лейбле Lost&Found Records. На этой записи Discipline уже пытались объединить лучшее из обоих миров: oi и хардкор. Этот альбом имел огромный успех в андеграунде. Благодаря упорной работе, группа получила себе репутацию тех, кто делает энергичные концерты.
В 1999 году группа переехала в Бельгию и подписала контракт с бельгийским лейблом I Scream Records. Первым релизом на новом лейбле стал альбом «Nice Boys Finish last», выпущенный в 1999 году. С этим альбомом Discipline безусловно заслужили себе место на вершине всей европейской street-rock-сцене. Для продвижения этого альбома Discipline отправились в несколько европейских туров с такими группами как Agnostic Front, Dropkick Murphys и US Bombs. Альбом также был выпущен в США на лейбле Too Damn Hype Records.
За этой записью последовал альбом «Love thy Neighbor», который вышел в конце 2000 года. Месяцем ранее был выпущен сингл «Hooligans Heaven EP». Эта песня стала настоящим хитом в underground-сцене и среди футбольных фанатов. Для продвижения альбома Discipline приняли участие в UNITY-Tour 2000 с группами Agnostic Front, Ignite, Shutdown и The Forgotten.
Летом 2003 года увидел свет сингл «Everywhere we Go». Эта песня стала ещё одним хитом и настоящим футбольным гимном. Через несколько месяцев почти одновременно вышли два альбома. Первым был выпуск лайв-сплит альбома с давними друзьями Agnostic Front, а спустя несколько недель вышел долгожданный полноформатный альбом «Saints & Sinners». Для продвижения альбома группа поучаствовала в европейском туре Eastpak Resistance, а также первом туре по США с такими группами как Dropkick Murphys, Agnostic Front, Hatebreed и Murphy’s Law.
В начале 2004 года группа вернулась в студию и записала 3 новых песни и 3 cover-версии для сплит-альбома с давними друзьями Argy Bargy: 6 бескомпромиссных мелодичных хардкор-песен. Альбом «100 % Thug Rock» был выпущен на лейбле Captain Oi! Records в марте 2004 года и включил в себя песню «Red & White Army», которая стала футбольным гимном 2004 года. Также сбылась старая мечта группы — песня «Red & White Army» стала играть перед каждым домашним матчем футбольного клуба ПСВ на стадионе Филипс.
Альбом «Downfall of the Working Man» был выпущен в мае 2005 года и открыл много дверей перед группой. Они были приглашены сыграть на прощальном концерте Böhse Onkelz @ Lausitzring перед 100 000 зрителями. Следующие годы прошли в постоянных гастролях во многих странах.
В 2008 году увидел свет давно запланированный альбом «Old Pride, New Glory». Двойной компакт-диск, где Discipline сыграли каверы на песни своих музыкальных кумиров и отдали дань уважения группам, которые их вдохновили: «We’re Not Gonna Take it» Twisted Sister, «Rebel Yell» Билли Айдола и потрясающий ремейк «Going to the Run» Golden Earrings.
Благодаря множеству туров и концертов, Discipline заработали себе много преданных поклонников во всем мире. Кроме туров, когда Discipline выступали хедлайнером, группа делила сцену с такими группами как The Business, Cock Sparrer, Madball, Sick of it All, Motörhead, Cockney Rejects, Biohazard и Rose Tattoo. За следующие несколько лет им удалось сыграть на всех крупных европейских фестивалях, таких как Dynamo Open Air, Graspop, Holidays in the Sun, With Full Force, Rebellion, Pressure-Fest, Punk&Disorderly, Vans Warped Tour и European HC Parties.
В 2010 году группа работала над альбомом «ANGELS & DEMONS» и обещала выпустить его до конца года. Но из-за трагического случая, альбом так и не был выпущен.
В конце июле 2010 года вокалист Йост де Грааф был арестован по подозрению об убийстве своей жены Линды Мандерс. Из-за проблем с наркотиками, Линда заявила, что оставит его, после чего он пришёл в ярость и убил её при помощи молотка. После чего он открыл газ и пытался покончить жизнь самоубийством, но ему это не удалось. Его приговорили к 13 годам лишения свободы. Группа отменила все концерты в этом году.
С 2012 года вокалистом Discipline стал Меряйн Ферэйс (Merijn Verhees).

## Дискография

### Студийные альбомы
- 1996 — Guilty as Charged
- 1998 — Bulldog Style
- 1999 — Nice Boys Finish Last
- 2001 — Love Thy Neighbor
- 2002 — Saint and Sinners
- 2004 — 100 % Thug Rock
- 2006 — Downfall of the Working Man
- 2008 — Old Pride, New Glory

### Мини-альбомы
- 1995 — Stompin' Crew
- 2000 — Hooligans Heaven

### Компиляции
- 2000 — Skinhead and Proud
- 2003 — Rejects of Society
- 2009 — Anthology

### Live-альбомы
- 2002 — Working Class Heroes

### Синглы
- 2003 — Everywhere We Go

## Состав группы

### В настоящее время
- Меряйн Ферэйс — вокал
- Эрик Уотерс — гитара
- Дэйв Мур — гитара
- Карло Гирлингс — бас-гитара
- Йост Стряйбос — барабаны

### Бывшие участники
- Йост де Грааф — вокал
- Хьюго Гирлингс — гитара